# Argyrodes rhomboides
Argyrodes rhomboides är en spindelart som beskrevs av Yin, Peng och Youhui Bao 2004. Argyrodes rhomboides ingår i släktet Argyrodes och familjen klotspindlar. Inga underarter finns listade i Catalogue of Life.